# Patrick Eugene Haggerty
Patrick Eugene Haggerty (* 17. März 1914 in Harvey, North Dakota; † 1. Oktober 1980 in Dallas) war ein US-amerikanischer Manager. Haggerty war Mitbegründer und von 1958 bis 1976 Vorstandsvorsitzender von Texas Instruments.

## Biografie
Pat Haggerty wurde am 17. März 1914 als Sohn von Michael Eugene und Lillian (Evenson) Haggerty geboren. Er war verheiratet und hatte fünf Kinder. Schon als Jugendlicher baute er ein preisgekröntes Radio, betrieb seine eigene Radioshow und war einer der ersten Amateur-Radiobetreiber in North Dakota. Er besuchte von 1931 bis 1936 die private, katholische Marquette University in Milwaukee, die er mit der Auszeichnung „summa cum laude“ abschloss. Neben dem Studium hatte er bereits eine Teilzeitstelle bei der „Badger Carton Company“, bei der er nach Abschluss des Studiums als Produktionsleiter übernommen wurde. Bereits im Folgejahr wurde ihm die Verantwortung für alle Verwaltungs-, Engineering- und Fertigungsfunktionen übertragen. Während des Zweiten Weltkriegs diente Haggerty in der United States Naval Reserve der United States Navy, im „Bureau of Aeronautics“. Dort war er für die gesamte Beschaffung und Produktion von elektronischen Geräten für die Marineflieger zuständig und stieg in den Rang eines Leutnants auf.
Ab 1945 war er bei der „Geophysical Service Incorporated“ (GSI) in Dallas als Generalmanager tätig; ein Unternehmen, das neue Technologien verwendet. Aus der GSI wurde 1951 die Texas Instruments Incorporated. Haggerty wurde zunächst Vizepräsident und war von 1958 bis 1980 Präsident des Unternehmens. Unter seiner Leitung wuchs der jährliche Umsatz des Technologieherstellers von etwa 3 Millionen US-Dollar auf annähernd 1,4 Milliarden im Jahr 1975.
Haggerty war mit Beatrice „Menne“ Haggerty (1913–2003) verheiratet und hatte mehrere Kinder.

## Werke (Auswahl)
Schriften
- Management philosophies and practices of Texas Instruments Incorporated. Dallas 1965, OCLC 1117105.
- Salute to an ocean racer, Bay Bea. 1972 OCLC 38033837.
- The productive society. Carnegie Press, Pittsburgh 1973, ISBN 0-231-03864-X.

Hörbuch
- Productivity in education. American Educational Research Association, 1974, OCLC 12601867.

## Ehrungen
| Jahr | Ehrentitel                                                  | Jahr | Auszeichnungen                                                                       |
| ---- | ----------------------------------------------------------- | ---- | ------------------------------------------------------------------------------------ |
| 1959 | Doctor of Laws der St. Mary’s University (Texas)            | 1964 | „Distinguished Service Award“ der University of Wisconsin                            |
| 1960 | Doctor of Laws der Marquette University                     | 1966 | „Distinguished Alumnus Award“ der Marquette University                               |
| 1962 | Doctor of Engineering der Polytechnic Institute of Brooklyn | 1967 | „Electronic Industries Association Medal of Honor“                                   |
| 1964 | Doctor of Laws der University of Dallas                     | 1968 | „Founders Award“ des Institute of Electrical and Electronics Engineers               |
| 1967 | Doctor of Science der North Dakota State University         | 1969 | „Industrial Research Institute Medalist“ und „Eminent Member“ der Eta Kappa Nu       |
| 1971 | Doctor of Laws der Catholic University                      | 1971 | „John Fritz Medalist“                                                                |
| 1972 | Doctor of Engineering des Rensselaer Polytechnic Institute  | 1972 | „Alumnus of the Year Award“ der Marquette University und „WEMA Medal of Achievement“ |
| 1974 | Doctor of Engineering der University of Notre Dame          | 1975 | „Henry Laurence Gantt Medal“                                                         |

## Nachlass
Haggerty und seine Frau Beatrice spendeten einen Teil ihres Besitzes, um das Museum „Patrick und Beatrice Haggerty Museum of Art“ an der Marquette University zu gründen.